# Michael Glück
Michael Harald Glück (* 13. Juni 2003 in Salzburg) ist ein österreichischer Fußballspieler.

## Karriere
Glück begann seine Karriere bei der Union Ostermiething. Zur Saison 2011/12 wechselte er nach Deutschland zu Wacker Burghausen. Zur Saison 2018/19 wechselte er in die Jugend des TSV 1860 München, in der er bis 2022 spielte. Im August 2021 debütierte er für die Reserve von 1860 in der Bayernliga. In der Saison 2021/22 kam er zu acht Einsätzen in der fünfthöchsten Spielklasse.
Zur Saison 2022/23 rückte der Abwehrspieler in den Profikader der Münchner. Sein Debüt für 1860 in der 3. Liga gab er im September 2022, als er am achten Spieltag jener Saison gegen die SV Elversberg in der 86. Minute für Tim Rieder eingewechselt wurde. Dies blieb bis zur Winterpause sein einziger Einsatz.
Ende Jänner 2023 wurde er für den Rest der Saison an den Regionalligisten KSV Hessen Kassel ausgeliehen. Anschließend kehrte er zum TSV 1860 München zurück.
Zur Saison 2024/25 wechselte Glück zur zweiten Mannschaft des VfB Stuttgart.